# Kanton Anglet
 Anglet  is een kanton van het Franse departement Pyrénées-Atlantiques. Het kanton maakt deel uit van het arrondissement  Bayonne.  

 Het telt  23.958 inwoners in 2018.

Het kanton  werd gevormd ingevolge het decreet van 25  februari 2014 met uitwerking op 22 maart 2015.

## Gemeenten
Het kanton Anglet omvat enkel een deel (aan de zuid- en oostkant) van de gemeente Anglet.